# Tolui Cã
Tolui (em mongol: Толуй; 1191 – 1232) foi o filho mais novo de Gengis Cã e sua esposa Borte. Com a morte de Gêngis em 1227, foi designado temporariamente como cã do Império Mongol até 1229, quando seu irmão Oguedai o sucedeu.

## Vida
Tolui provavelmente nasceu em 1191 e era o filho mais novo de Gêngis Cã (r. 1206–1227) e sua esposa Borte. Aos cinco anos, quase foi morto por um tártaro. Em 1203, Gêngis lhe deu Sorcaquetani, sobrinha de Ongue Cã, como esposa; o casal gerou Mangu (1209), Cublai (1215), Hulagu (1217) e Arigue. Seu pai o via como o melhor guerreiro entre seus filhos, chamando-o para participar de suas campanhas. Em 1213, lutou no norte da China contra o Império Jim, quando escalou os muros de Dexingue com seu cunhado Chigu. Em 1221, foi enviado ao Coração, no planalto Iraniano, para debelar o motim de cidades locais, dentre as quais Merve e Nixapur, cuja população foi evacuada e massacrada nas planícies próximas.
Esteve presente na última campanha de Gêngis contra o Império Tangute (Xia) e após a morte dele em 1227, supervisionou o Império Mongol até a eleição de seu irmão Oguedai (r. 1229–1241) em 1229. Como filho mais novo, herdou como seu apanágio a porção não distribuída do patrimônio de seu pai no centro do planalto da Mongólia. Esteve nas campanhas de Oguedai e Mangu contra o Império Jim, servindo como estrategista e comandante de campo. Em 1232, com as defesas dos Jins rompidas, a campanha retornou ao norte e Tolui faleceu pouco depois. Ata Maleque Juveini diz que a causa da morte foi alcoolismo, enquanto a História Secreta dos Mongóis aponta que se sacrificou para curar Oguedai, que adoeceu durante a campanha na China.
Os xamãs determinaram que a origem da doença eram os espíritos terrestres e aquáticos da China, que estavam furiosos pela expulsão de seus súditos e devastação de suas terras. Apesar da oferta de terras, animais e até outras pessoas a doença de Oguedai Cã só piorava, porém quando este ouviu que havia sido decidido oferecer o sacrifício de um próprio membro da família, imediatamente melhorou; Tolui se ofereceu e morreu logo em seguida, após ingerir uma bebida enfeitiçada. Seja como for, postumamente, em 1252, Mangu lhe concedeu o título de grão-cã.